# Lynxfilm
A Lynxfilm foi uma produtora brasileira de filmes, em live-action e animação, principalmente comerciais, fundada em  03 e maio de 1957, em uma pequena sala na Avenida Ipiranga em São Paulo por César Mêmolo Júnior que detinha 90% do capital e seu tio Amadeu Mêmolo Júnior, com uma participação de 10% .Com a abertura da empresa o nome inicial foi como Lince Filmes Ltdas, Cesar Mêmolo deu o mesmo nome do setor hoteleiro de seu pai. Por questões de direitos autorais em 1959 o nome passou para Lynxfilm S/A. 
Em meados da década de 1960, quase 70% dos filmes produzidos pela produtora eram de animação. Várias técnicas eram utilizadas, como a animação tradicional e stop-motion.
Lá foram produzidos os famosos comerciais da Varig, aberturas de programas de diversas emissoras de TV, até comerciais como os dos Fósforos Fiat, filmado com maquetes animadas quadro-a-quadro.
Em 1973, Ruy Perotti deixou a Lynxfilm.
Um dos filmes produzidos foi Contos Eróticos (1977), composto de quatro episódios, de dramas e comédias eróticas, Arroz e Feijão, As Três Virgens, O Arremate e Vereda Tropical.

## Alguns Clientes
- Campari (1975)
- Varig: Campanhas do Seu Cabral(1967), Dom Quixote, Urashima Taro (1969), e outras[2]
- Cobertores Parahyba (1963)
- Sabão Viva (1964)
- Drops Dulcora (1957)
- Fósforos Fiat Lux (1959)
- Whisky Old Lord (1972-73)
- Nycron Sudamtex (1958)
- Texaco (1973)
- Casas Pernambucanas (1967)
- Gotinhas Esso(Década de 60)
- Farinha Láctea Nestlé (1961)
- Willys Overland do Brasil - Pick-Up Jeep e Dauphine (Década de 60)